# Karot
Een karot (ook: andouille of andoelje genaamd) is een rol tabaksblad, die gebruikt wordt voor de vervaardiging van snuiftabak.

## Proces
Het vervaardigen van karotten geschiedde in een karottenfabriek. Men ging uit van een gesponnen lange rol tabak die in een vat met aromatische saus gelegd werd, alwaar fermentatie plaatsvond. De samenstelling van de saus was gewoonlijk volgens geheim recept.
Vervolgens werden de rollen bijeengebonden, in mallen samengeperst, gedroogd, en met garen opgebonden. Aldus ontstonden de karotten, die nog enkele weken moesten rijpen.
Karotten werden tot snuiftabak gehakseld in een snuifmolen, dan wel als zodanig verkocht, waarbij de gebruiker de karot zelf moest raspen.

## Gebruik
Aan de snuiftabak werden medicinale eigenschappen toegeschreven. Ze werd zelfs wel als opregte gezondheids toebak verkocht.

## Externe bron
- Bedrijfshistorie Rotterdam